# زووین‌درخت (هلند)
زووین‌درخت (به هلندی: Zwijndrecht) یک منطقهٔ مسکونی در هلند است که در هلند جنوبی واقع شده‌است. زووین‌درخت −۱ متر بالاتر از سطح دریا واقع شده‌است.

## خواهرخوانده
شهرهای نردراشتت و زوئیژندرکت (بلژیک) خواهرخوانده‌های زووین‌درخت (هلند) هستند.